# ماتياس فونسيكا (لاعب كرة قدم)
ماتياس فونسيكا هو لاعب كرة قدم إيطالي في مركز الهجوم، ولد في 12 مارس 2001 في نابولي في إيطاليا.

## وصلات خارجية
- ماتياس فونسيكا على موقع قاعدة بيانات كرة القدم.إي يو (الإنجليزية)
- ماتياس فونسيكا على موقع Soccerway.com (الإنجليزية)
- ماتياس فونسيكا على موقع عالم كرة القدم.نت (الإنجليزية)